# Nou Congost
El Nou Congost es la instalación deportiva de la ciudad de Manresa donde se disputan los partidos de baloncesto del Bàsquet Manresa.
Fue inaugurado en septiembre de 1992 con la celebración de la XIII edición de la Liga Catalana. La instalación tomó el relevo del viejo "Congost" que había quedado obsoleto y no cumplía las normativas de la liga ACB. Tiene una capacidad para 5000 espectadores y es la sede social y centro administrativo del Bàsquet Manresa. Dispone de cabinas de prensa, ubicadas en la parte superior de la tribuna del palco, con capacidad para poder trabajar hasta 20 informadores, un espacio habilitado como sala de prensa en la parte inferior de la tribuna. Por otro lado, desde el Bàsquet Manresa SAE y la Fundació Foment del Bàsquet se trabaja para potenciar el Museu del Bàsquet Manresà, en el espacio que se encuentra debajo de la otra tribuna del Pabellón.
El viejo "Congost" había sido inaugurado en el año 1968 con motivo del ascenso del club a la primera división. Actualmente, esta instalación acoge los entrenamientos y los partidos de buena parte de los equipos base de la entidad. Con anterioridad a este pabellón el club disputaba sus partidos en una pista descubierta situada junto al campo de fútbol del Pujolet.